# Cuspidatula
Cuspidatula là một chi rêu trong họ Jungermanniaceae.